# Tórax (artrópodos)

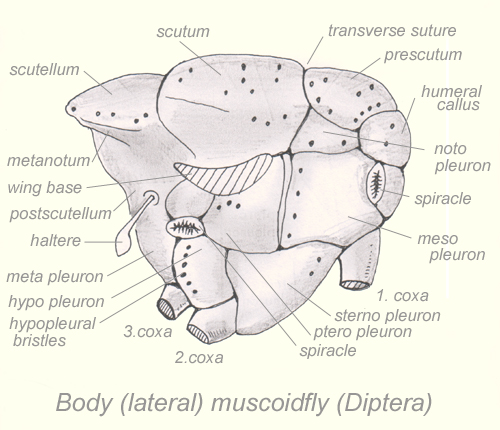
Vista lateral del tórax de un díptero.

El tórax (del griego "θώραξ" - thorax, "coraza") de los artrópodos es el tagma o región del cuerpo situado entre la cabeza y el abdomen. El término se aplica a crustáceos e insectos, a pesar de que no son tagmas homólogos. Con frecuencia, la cabeza y el tórax se fusionan parcial o totalmente para formar el cefalotórax, como pasa en muchos crustáceos y quelicerados; en estos, el término apropiado para designarlo es prosoma. Los miriápodos poseen el cuerpo dividido en cabeza y tronco, de modo que no tienen tórax diferenciado.

## Hexápodos

Tórax de mosca doméstica. 1, 2, 3: pro, meso y metanoto. 4, 5, 6: pro, meso y metapleura. 7, 8, 9: pro, meso y metaesternón.

El tórax de los insectos está integrado por tres metámeros o segmentos, denominados protórax (primer segmento), mesotórax (segundo segmento) y metatórax (tercer segmento); en él se insertan tres pares de patas (una en cada segmento) y dos pares de alas (mesotórax y metatórax).
Cada segmento está compuesto de cuatro grupos de placas llamadas escleritos, el dorsal se llama noto, el ventral es el esternón  y los dos laterales son las pleuras.
En la pupa de algunos insectos, como los mosquitos la cabeza y el tórax están fusionados formando el céfalotorax.
En los himenópteros apócritos (abejas, avispas y hormigas) el primer segmento del abdomen está fusionado con el tórax, que en este caso se llama propodeo.

## Crustáceos

Esquema del cuerpo de un malacostráceo con todos los segmentos torácicos libres, de modo que el tórax y el pereion son equivalentes.

La mayoría de crustáceos tienen un tórax diferenciado, el cual está formado por un número variable de segmentos; dichos segmentos se denominan toracómeros y sus apéndices toracópodos. Con frecuencia, uno o varios segmentos del tórax se fusionan con la cabeza; el conjunto de segmentos torácicos libres, no fusionados a la cabeza recibe el nombre de pereion; dichos segmentos son los pereionitos o pereiómeros y sus apéndices respectivos se conocen con el nombre de pereiópodos. Solo si todos los segmentos torácicos son libres, el tórax y el pereion son términos equivalentes.